# Gonneville-le-Theil
Gonneville-le-Theil – gmina we Francji, w regionie Normandia, w departamencie Manche. W 2013 roku liczba ludności wynosiła 1561 mieszkańców.
Gmina została utworzona 1 stycznia 2016 roku z połączenia dwóch ówczesnych gmin: Gonneville oraz Le Theil. Siedzibą gminy została miejscowość Gonneville.